# Desoxicitidina
Desoxicitidina é um desoxirribonucleosídeo. Ela é a molécula formada pela ligação da citosina com a desoxirribose.